# Медаль «За национальную безопасность»
Медаль «За национальную безопасность» (вьет. Huy chương vì an ninh tổ quốc) — медаль Социалистической Республики Вьетнам.

## Описание
Медалью «За национальную безопасность» награждаются должностные лица, профессиональные внештатные сотрудники, имеющие стаж непрерывной службы в Народной полиции от 25 и более лет, а также за выполнявшие те же задачи в армии.
Медаль была учреждена 26 ноября 2003 года.